# Khedebneithirbinet I
Khedebneithirbinet I ("Neith mata el mal d'ull") va ser una reina egípcia de la XXVI Dinastia. Probablement va ser l'esposa del faraó Necó II i la mare del seu successor, Psamètic II.

## Biografia
La identificació com a dona de Necó es basa únicament en el fet que el seu sarcòfag data de la dinastia XXVI, que els seus títols d'Esposa del Rei i de Mare del Rei encaixen i que no hi ha cap altra esposa certificada per al aquest rei.
| R24 | F32 · d | b | ir | b | n · t |

| R24 | F32 · d | b | ir | b | n · t |

La tapa de pedra del seu sarcòfag (ÄS3), avui exposada al Museu d'Història de l'Art de Viena, va ser descoberta el 1807 i indica que probablement va ser enterrada a Sebenitos al Baix Egipte, si la procedència donada per a aquest objecte és correcta.

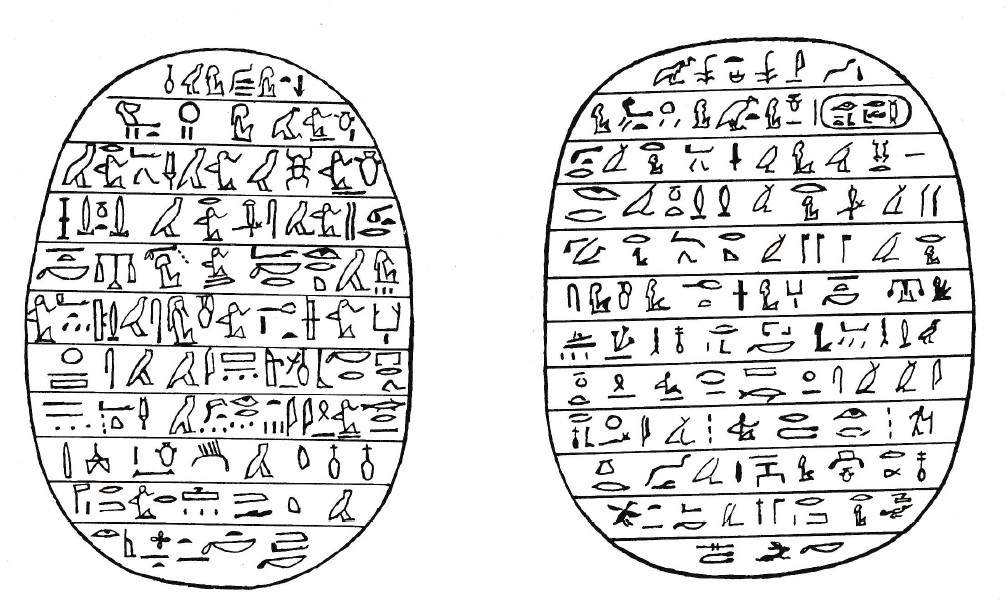
Inscripcions gravades a la base de dos escarabats funeraris de Khedebneithirbinet.

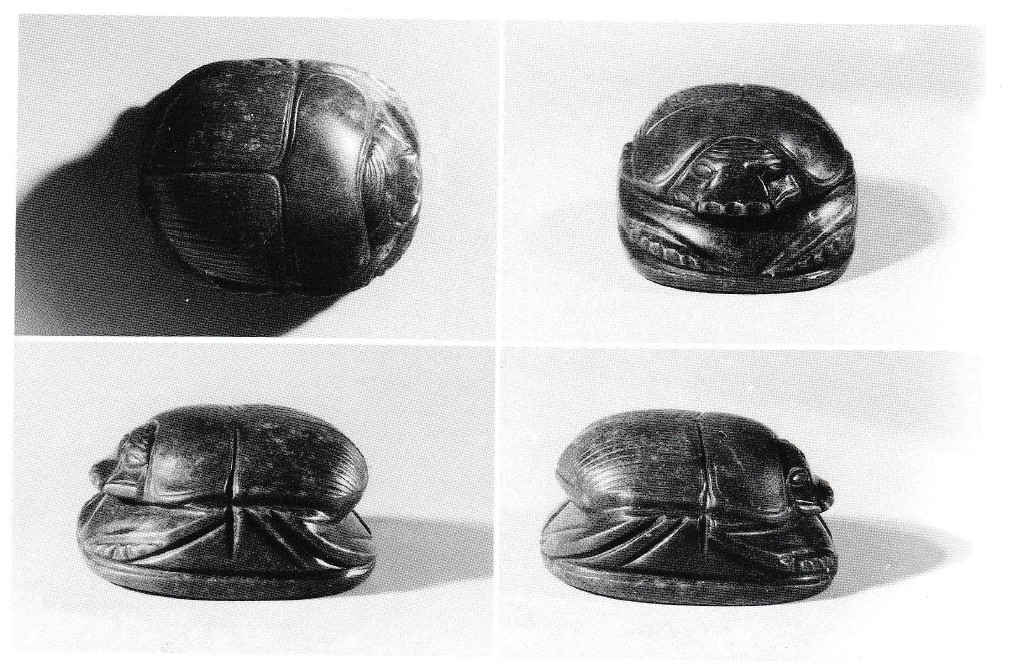
Escarabat funerari de la reina Khedebneithirbinet.

Un amulet en forma d'escarabat de la reina Khedebneithirbinet forma part de les col·leccions egípcies de l'Institut de França. Aquest amulet el va regalar la mecenes francesa Nélie Jacquemart. Aquest escarabat, fet de serpentina o jaspi, mesura 0,031 m d'alçada, 0,055 m de llargada i 0,042 m d'amplada. Es va comprar al Caire l'any 1901 i actualment es troba al Museu Jacquemart-André de París (núm. 626). Aquest amulet presenta a la placa una versió del capítol 30B del Llibre dels Morts.

## Títols
Khedebneithirbinet tenia els següents títols:
- Esposa del Rei (ḥmt-nỉswt)
- Gran Esposa Reial (ḥmt-nỉswt wr.t)
- Mestressa del ceptre (wr.t-ḥts)
- Princesa heredera (ỉrỉỉ.t-pˁt)
- Gran Honorada (wr.t-ḥzwt)
- Mare del Rei (mwt-nỉswt)